# 馬拉格塔山
馬拉格塔山（葡萄牙語：Serra Malagueta）是位于佛得角圣地亚哥北部的一座山脉，最高點海拔1064m，它是圣地亚哥島北部的最高点。该山脉是馬拉格塔山自然公园（Parque Natural de Serra Malagueta）的一部分，该公园成立于2005年2月24日，占地774公顷。该自然公园位于塔拉法爾縣、聖米格爾縣和聖卡塔琳娜縣。馬拉格塔山於距今290万至240万年前形成。